# Ланьчжоу
Ланьчжо́у (кит. трад. 蘭州, упр. 兰州, пиньинь Lánzhōu) — городской округ в провинции Ганьсу КНР. Место пребывания властей провинции Ганьсу.

## География

### Климат
В Ланьчжоу горный климат с большими колебаниями суточной температуры. Зима умеренно холодная, лето — жаркое.
| Показатель                         | Янв.  | Фев. | Март | Апр. | Май  | Июнь | Июль | Авг. | Сен. | Окт. | Нояб. | Дек. | Год   |
| ---------------------------------- | ----- | ---- | ---- | ---- | ---- | ---- | ---- | ---- | ---- | ---- | ----- | ---- | ----- |
| Средний суточный максимум, °C      | 1,5   | 5,4  | 12,1 | 19,2 | 23,9 | 27,1 | 29,0 | 27,9 | 22,0 | 16,6 | 8,9   | 2,3  | 16,4  |
| Средняя температура, °C            | −6,1  | −2   | 5,0  | 11,7 | 16,8 | 20,1 | 22,1 | 21,0 | 15,7 | 9,7  | 1,9   | −4,8 | 9,3   |
| Средний суточный минимум, °C       | −11,3 | −7,2 | −0,4 | 5,5  | 10,4 | 13,6 | 16,2 | 15,4 | 10,9 | 4,7  | −2,6  | −9,4 | 3,8   |
| Норма осадков, мм                  | 1,1   | 2,4  | 8,9  | 19,1 | 38,2 | 36,8 | 57,4 | 75,9 | 46,3 | 24,4 | 4,5   | 1,1  | 316,1 |
| Источник: Гонконгская обсерватория |       |      |      |      |      |      |      |      |      |      |       |      |       |

| Солнечное сияние, часов за месяц. | Солнечное сияние, часов за месяц. | Солнечное сияние, часов за месяц. | Солнечное сияние, часов за месяц. | Солнечное сияние, часов за месяц. | Солнечное сияние, часов за месяц. | Солнечное сияние, часов за месяц. | Солнечное сияние, часов за месяц. | Солнечное сияние, часов за месяц. | Солнечное сияние, часов за месяц. | Солнечное сияние, часов за месяц. | Солнечное сияние, часов за месяц. | Солнечное сияние, часов за месяц. | Солнечное сияние, часов за месяц. |
| Месяц                             | Янв                               | Фев                               | Мар                               | Апр                               | Май                               | Июн                               | Июл                               | Авг                               | Сен                               | Окт                               | Ноя                               | Дек                               | Год                               |
| Солнечное сияние, ч               | 174                               | 189                               | 208                               | 228                               | 251                               | 246                               | 245                               | 248                               | 189                               | 195                               | 183                               | 167                               | 2523                              |
| --------------------------------- | --------------------------------- | --------------------------------- | --------------------------------- | --------------------------------- | --------------------------------- | --------------------------------- | --------------------------------- | --------------------------------- | --------------------------------- | --------------------------------- | --------------------------------- | --------------------------------- | --------------------------------- |

## История
Когда при империи Цинь страна была разделена на округа-цзюнь, эти места вошли в состав округа Лунси (陇西郡). Когда при империи Хань во времена правления императора У-ди Хо Цюйбин отправился в 121 году до н. э. войной против сюнну, то в этих местах происходил сбор войск для похода, отсюда осуществлялось командование боевыми действиями. В 86 году до н. э. в этих местах был образован уезд Цзиньчэн (金城县), подчинённый округу Тяньшуй (天水郡). В 81 году до н. э. был образован отдельный округ Цзиньчэн (金城郡). В последний период существования империи Хань из округа Цзиньчэн был выделен округ Сипин (西平郡). При империи Северная Вэй уезд Цзиньчэн был переименован в Цзычэн (子城县).
При империи Суй в 583 году округ Цзиньчэн был преобразован в область Ланьчжоу (兰州), названную так в честь находящейся на её территории горы Гаолань (皋兰山). В 607 году уезд Цзычэн (子城县) был переименован в Цзиньчэн, а область Ланьчжоу вновь стала округом Цзиньчэн, в который входили уезды Цзиньчэн и Дидао (狄道县); власти округа размещались в административном центре уезда Цзиньчэн. В 617 году Сюэ Цзюй поднял восстание против империи Суй и провозгласил образование государства Западная Цинь, первоначальной столицей которого был Цзиньчэн. Однако вскоре империю Суй сменила империя Тан, и в 619 году над этими землями был восстановлен контроль центрального правительства.
В империи Тан несколько раз менялась система административного деления, и в 656 году округ Цзиньчэн снова стал областью Ланьчжоу, в 742 году область Ланьчжоу опять превратилась в округ Цзиньчэн, а в 759 году округ Цзиньчэн вновь стал областью Ланьчжоу; в состав области входили уезды Уцюань (五泉县) и Гуанъу (广武县), власти области размещались в уезде Уцюань. В 762 году эти земли были захвачены тибетцами, в 848 году вновь перешли под китайский контроль, потом снова оказались у тибетцев, и в итоге их захватили тангуты. Китайская империя Сун и тангутское государство Западная Ся боролись за эту территорию с попеременным успехом, пока к делу не подключились чжурчжэни, и в 1161 году эти места вошли в состав чжурчжэньской империи Цзинь. В 1234 году эта территория была захвачена монголами.
После свержения монголов и установления власти китайской империи Мин в этих местах в 1369 году был размещён Ланьчжоуский караул (兰州卫). В 1372 году был образован Чжуанланский караул (庄浪卫), а в 1399 году был размещён воинский контингент в уезде Фаньлань (藩兰县). Войска 30 % времени занимались охранной службой, а 70 % — сельским хозяйством. Постепенно сюда стали прибывать переселенцы из юго-восточных провинций страны, что вызвало экономический подъём этих территорий.
После установления маньчжурской империи Цин эти земли были подчинены Линьтаоской управе (临洮府), а в 1656 году была создана область Вэйгуй (卫归州). В 1663 году был восстановлен Ланьчжоуский караул. В 1666 году из провинции Шэньси была выделена провинция Ганьсу, и власти новой провинции разместились в этих местах. В 1738 году сюда переехали власти Линьтаоской управы, которая при этом была переименована в Ланьчжоускую управу (兰州府); область Ланьчжоу была при этом преобразована в уезд Гаолань (皋兰县). Ланьчжоуской управе подчинялись области Дидао (狄道州) и Хэчжоу (河州), и уезды Гаолань, Цзиньсянь (金县), Вэйюань (渭源县) и Цзинъюань (靖远县). В 1764 году из Сианя в Ланьчжоу перенёс свою резиденцию наместник Шэньганя. После Синьхайской революции в Китае была проведена реформа структуры административного деления, и в 1913 году области и управы были упразднены.
В 1941 году из уезда Гаолань был выделен город Ланьчжоу. В 1942 году он был разделён на восемь районов. В 1947 году из районов № 7 и № 8 был выделен район № 9. В 1953 году район № 8 был переименован в район № 4, а район № 9 — в район № 8.
В 1955 году районы № 1 и № 2 были объединены в район Чэнгуань, район № 4 был переименован в район Цилихэ, район № 5 — в район Сигу, район № 7 — в район Аньнин, район № 8 — в район Агань (阿干区). В 1956 году район Хэкоу (河口区) был присоединён к району Сигу. В 1960 году район Агань был присоединён к району Цилихэ. Во время Культурной революции район Чэнгуань был в 1968 году переименован в Дунфэн (东风区), но в 1973 году ему было возвращено прежнее название. В 1970 году под юрисдикцию властей Ланьчжоу перешли уезды Юндэн, Гаолань и Юйчжун.

## Административно-территориальное деление
Городской округ Ланьчжоу делится на 5 районов, 3 уезда:
| Карта                                                                      | Карта    | Карта     | Карта         | Карта         | Карта            |
| -------------------------------------------------------------------------- | -------- | --------- | ------------- | ------------- | ---------------- |
| ① ② ③ ④ ⑤ Юндэн Гаолань Юйчжун ① Чэнгуань ② Цилихэ ③ Сигу ④ Аньнин ⑤ Хунгу |          |           |               |               |                  |
| Статус                                                                     | Название | Иероглифы | Пиньинь       | Площадь (км²) | Население (2009) |
| Район                                                                      | Чэнгуань | 城关区    | Chéngguān qū  | 220           | 930 000          |
| Район                                                                      | Цилихэ   | 七里河区  | Qīlǐhé qū     | 396           | 470 000          |
| Район                                                                      | Сигу     | 西固区    | Xīgù qū       | 385           | 330 000          |
| Район                                                                      | Аньнин   | 安宁区    | Ānníng qū     | 87            | 230 000          |
| Район                                                                      | Хунгу    | 红古区    | Hónggǔ qū     | 535           | 140 000          |
| Уезд                                                                       | Юндэн    | 永登县    | Yǒngdēng xiàn | 6090          | 520 000          |
| Уезд                                                                       | Гаолань  | 皋兰县    | Gāolán xiàn   | 2556          | 180 000          |
| Уезд                                                                       | Юйчжун   | 榆中县    | Yúzhōng xiàn  | 3301          | 430 000          |

## Экономика

Деловой центр Ланьчжоу

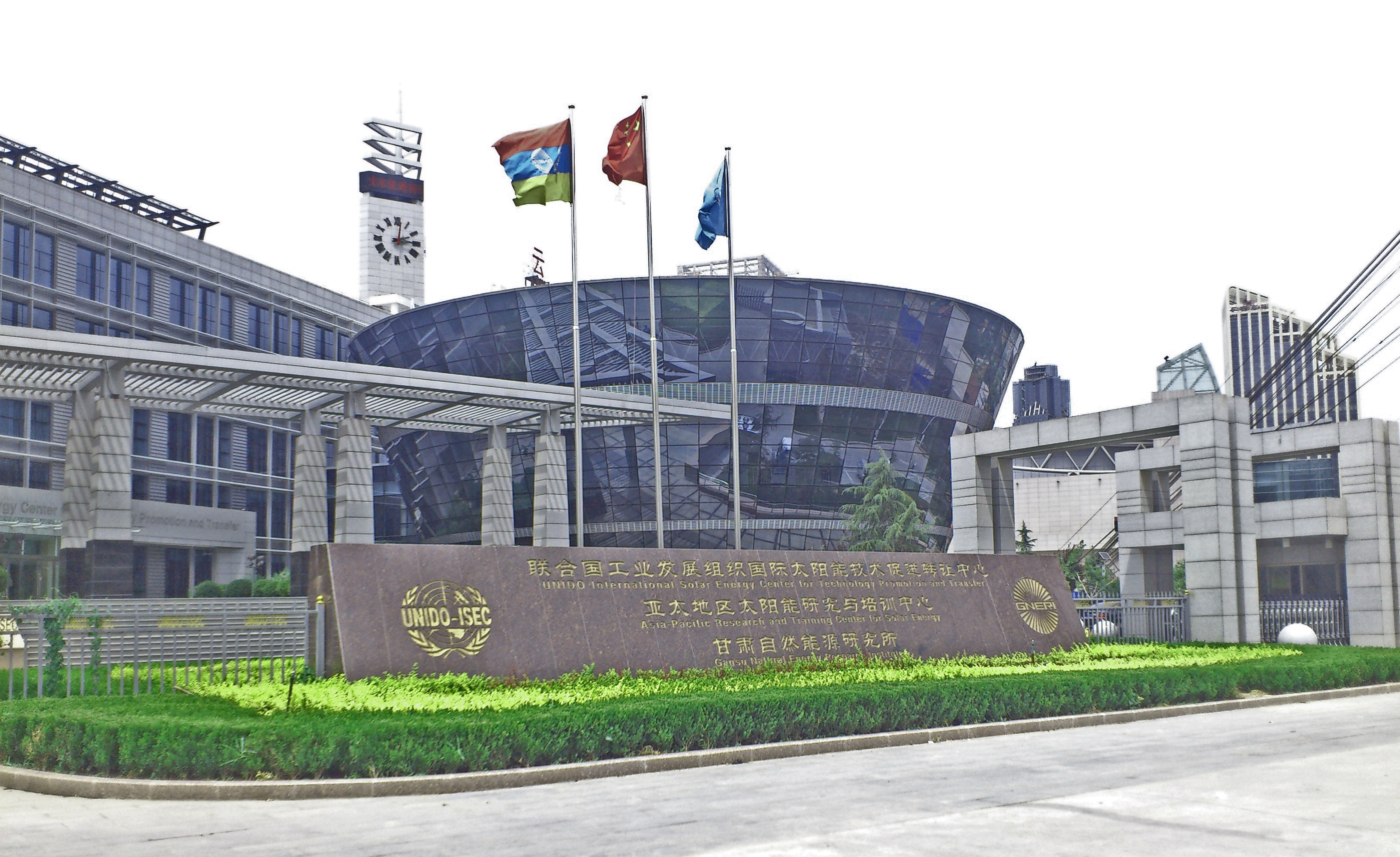
Штаб-квартира UNIDO-ISEC

С 1949 года Ланьчжоу превратился из столицы нищей провинции в центр крупного промышленного района. Это был один из первых городов Китая, подвергшихся индустриализации в рамках первой и второй пятилеток.
В 2008 году ВВП Ланьчжоу на душу населения составлял 25 566 юаней (3 681 доллар США), заняв 134-е место среди китайских городов. В 2015 году ВВП на душу населения вырос до 57 191 юаня (9 182 долларов США), и Ланьчжоу занял 100-е место среди китайских городов.
Международный центр солнечной энергии (UNIDO-ISEC) расположен в районе Чэнгуань города Ланьчжоу.

### Промышленность
Промышленность в Ланьчжоу представлена самыми разными отраслями: химическая (производство минеральных удобрений, промышленных химикатов и резиновых изделий), фармацевтическая, машиностроительная (железнодорожное и аэрокосмическое машиностроение, станкостроение, производство нефтяного и горнодобывающего оборудования), нефтеперерабатывающая, нефтехимическая, металлургическая (алюминиевые изделия), шерстяная, кожевенная, табачная,  мукомольная, цементная.
Крупнейшими промышленными компаниями Ланьчжоу являются Qilianshan Cement Group (стройматериалы), Gansu Medicine Group и Tuoqiu Biotechnology (фармацевтика), Fangda Carbon New Material (изделия из графита, углерода и алюминия), LS Heavy Equipment и LS Petroleum Equipment Engineering (промышленное оборудование), CRRC Lanzhou (железнодорожное оборудование). 
В городе расположены завод космического оборудования 5-го НПО China Aerospace Science and Technology Corporation и нефтеперерабатывающий завод компании PetroChina (связан трубопроводом с месторождениями в Юймэне). В Ланьчжоу работает тепловая электростанция, снабжаемая углём с месторождений провинции Цинхай. Кроме того, в ущелье Чжулама построена гидроэлектростанция, а в ущелье Люцзя на реке Хуанхэ выше Ланьчжоу построена крупная многоцелевая плотина.
Медь добывается в уезде Гаолань. Ланьчжоу был одним из центров национальной атомной энергетики с 1960-х годов.

### Сельское хозяйство
Ланьчжоу является центром обширного сельскохозяйственного района (скотоводство, выращивание пшеницы, овощей, фасоли, дынь, персиков, табака, роз и лилий). В «умных» теплицах активно развивается цветоводство.

### Логистика
В международном сухом порту Ланьчжоу происходит сортировка товаров, которые экспортируются в Центральную Азию или импортируются оттуда (на экспорт идут механическое оборудование и сельскохозяйственная продукция, импортируются хлопковая пряжа, кукуруза и другое сырьё).

## Транспорт

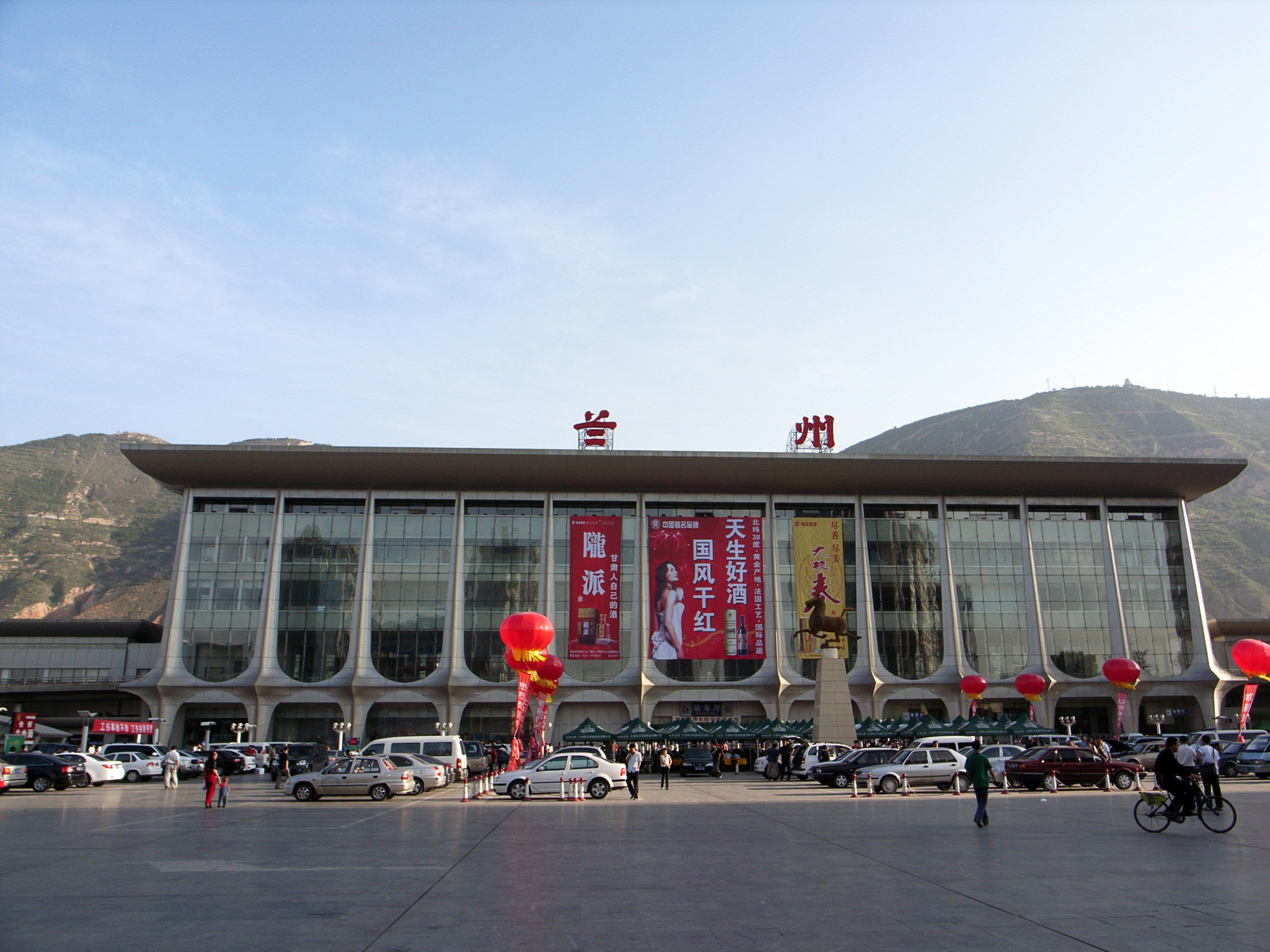
Вокзал Ланьчжоу

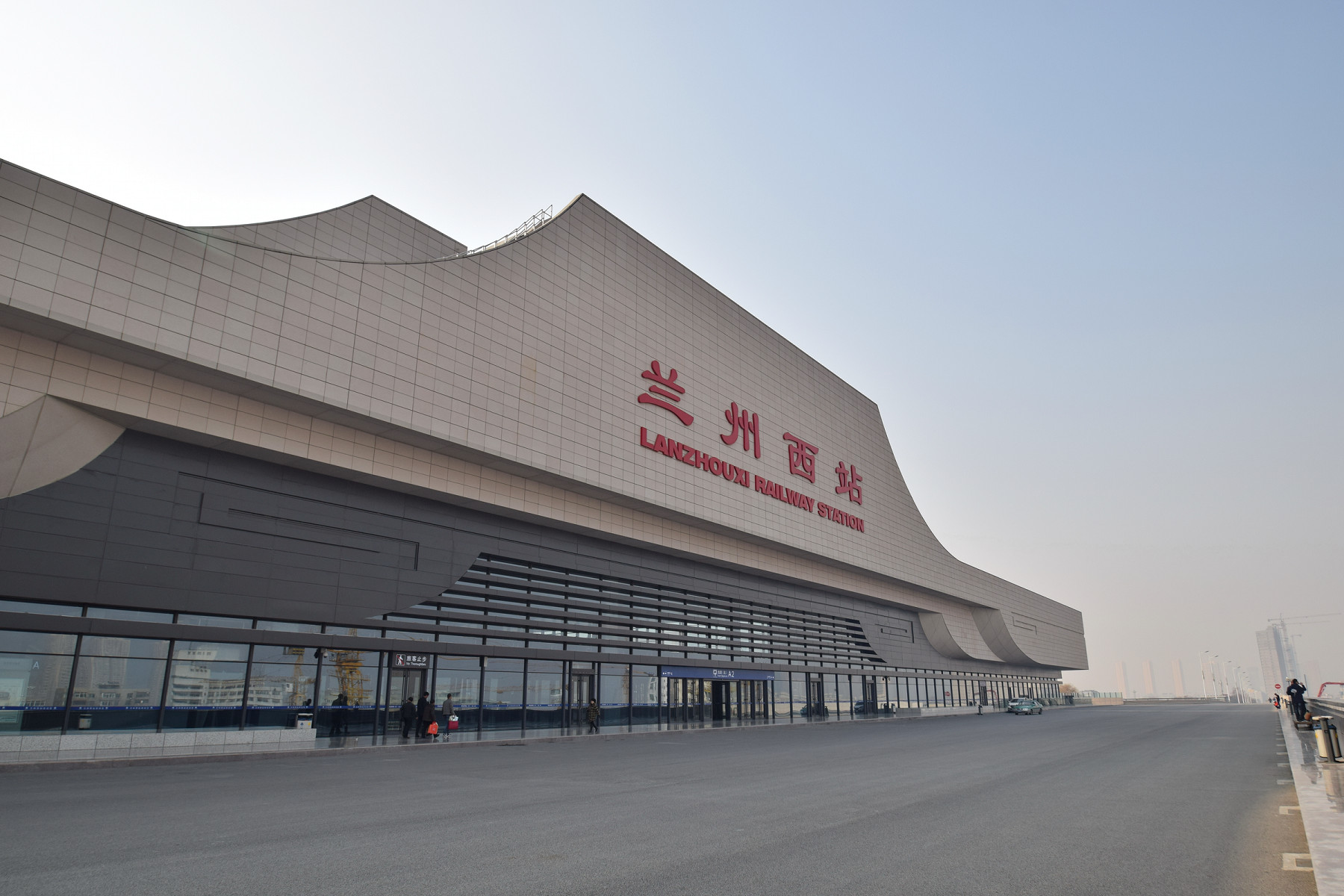
Западный вокзал Ланьчжоу

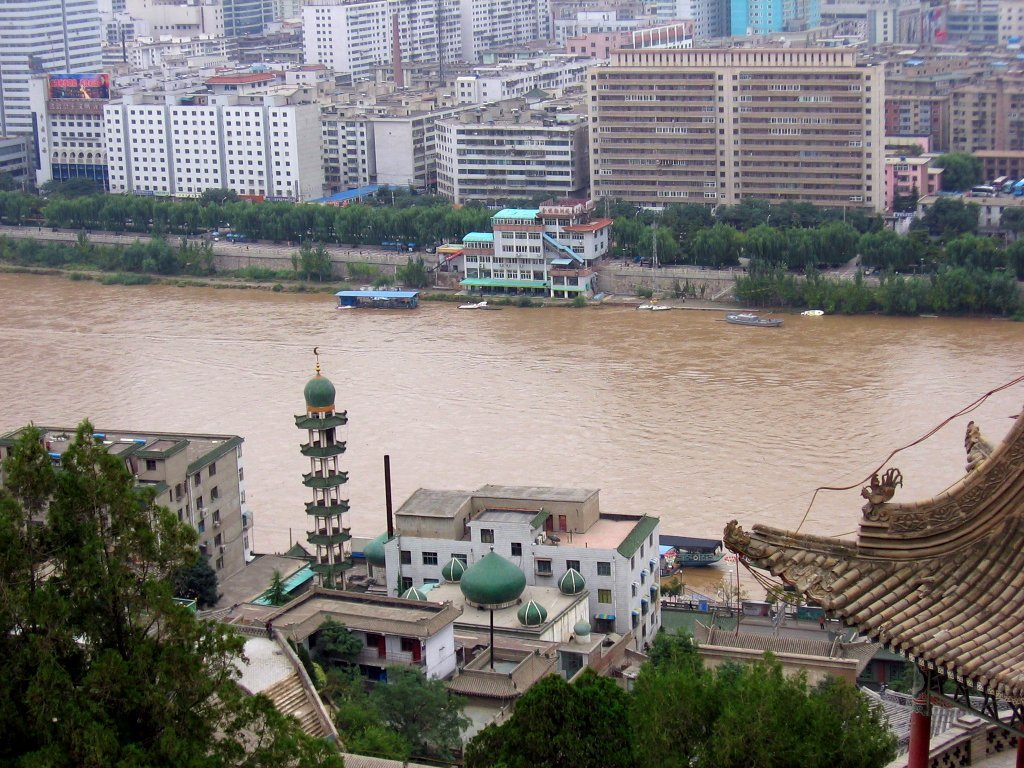
Вид на Хуанхэ

Ланьчжоу — важный железнодорожный, автодорожный и воздушный узел на северо-западе Китая. 

### Авиационный
Основным международным аэропортом является Ланьчжоу Чжунчуань, который находится в 70 километрах к северу от города. Он открылся в 1970 году. Существуют пассажирские рейсы в десятки городов Китая и мира. Большое значение играют грузовые авиаперевозки в Центральную, Южную и Юго-Восточную Азию, а также в Россию и Западную Европу.

### Железнодорожный
В 1953 в Ланьчжоу появилась первая железная дорога. Затем Ланьчжоу был связан с Пекином через Баотоу во Внутренней Монголии; также были построены линии на северо-запад к Урумчи и на запад через Хайянь на озере Кукунор до провинции Цинхай.
- Железнодорожные пути ведут из Ланьчжоу в Пекин, Шанхай, Урумчи и Баотоу.
- Ланьчжоу-Синьцзянская железная дорога связана только с Синьцзяном.

Ланьчжоу (в том числе логистический парк «Дунчуань») является важным логистическим узлом — товары из Восточного Китая распределяются здесь по поездам, которые следуют в Центральную Азию, Россию и Западную Европу (бытовая электротехника, автомобили, автозапчасти, аккумуляторы, мебель, одежда, ткани, канцелярские принадлежности и механическое оборудование). Обратно в Ланьчжоу везут зерно, семена, древесину, уголь, руду и потребительские товары.
Важное значение имеет грузовое железнодорожное сообщение с Индией, Ираном и Лаосом, а также грузовое железнодорожно-автомобильное сообщение с Афганистаном (через Кашгар и Хайратон).

### Автомобильный
Активно развиваются грузовые автоперевозки из Ланьчжоу в Центральную Азию.
- Годао 212
- Годао 213
- Годао 312

### Общественный транспорт
В городе развитая автобусная система, включая линию скоростного автобуса (см. Lanzhou BRT). С 23 июня 2019 работает метро.

## Наука и образование
В городе расположены северо-западный филиал Академии наук Китая, высшие учебные учреждения: университет Ланьчжоу, педагогический, зооветеринарный и нефтепромысловый университеты, университет инженеров железнодорожного транспорта. 
Достаточно известен зоопарк Ланьчжоу. Вблизи Ланьчжоу открыто множество археологических памятников: стоянки и могильники эпохи неолита, энеолита, бронзового века.

## Культура
Важной культурной особенностью местных ханьцев является «Тайпингу» — традиционный танец с ручным барабаном.

### Музеи
- Музей ланьчжоуской лапши[15]

## Города-побратимы
- Альбукерке, США
- Акита, Япония
- Крайстчерч, Новая Зеландия
- Гродно, Беларусь
- Пенза, Россия
- Цумеб, Намибия
- Ашхабад, Туркменистан